# Sapogne-et-Feuchères
Sapogne-et-Feuchères ist eine französische Gemeinde mit 516 Einwohnern (Stand: 1. Januar 2022) im Département Ardennes in der Region Grand Est. Sie gehört zum Arrondissement Charleville-Mézières und zum Kanton Nouvion-sur-Meuse. Die Einwohner werden Sapognards genannt.

## Geographie
Sapogne-et-Feuchères liegt etwa zwölf Kilometer südsüdöstlich von Charleville-Mézières und etwa elf Kilometer westsüdwestlich von Sedan. Umgeben wird Sapogne-et-Feuchères von den Nachbargemeinden Dom-le-Mesnil im Norden, Hannogne-Saint-Martin im Nordosten und Osten, Saint-Aignan im Osten, Omicourt im Südosten und Süden, Vendresse im Süden, Élan im Westen sowie Boutancourt im Nordwesten.

## Bevölkerungsentwicklung
| Jahr                       | 1962 | 1968 | 1975 | 1982 | 1990 | 1999 | 2006 | 2019 |
| Einwohner                  | 392  | 402  | 435  | 450  | 473  | 504  | 491  | 515  |
| Quellen: Cassini und INSEE |      |      |      |      |      |      |      |      |

## Sehenswürdigkeiten
- Kirche Saint-Martin aus dem 11. Jahrhundert

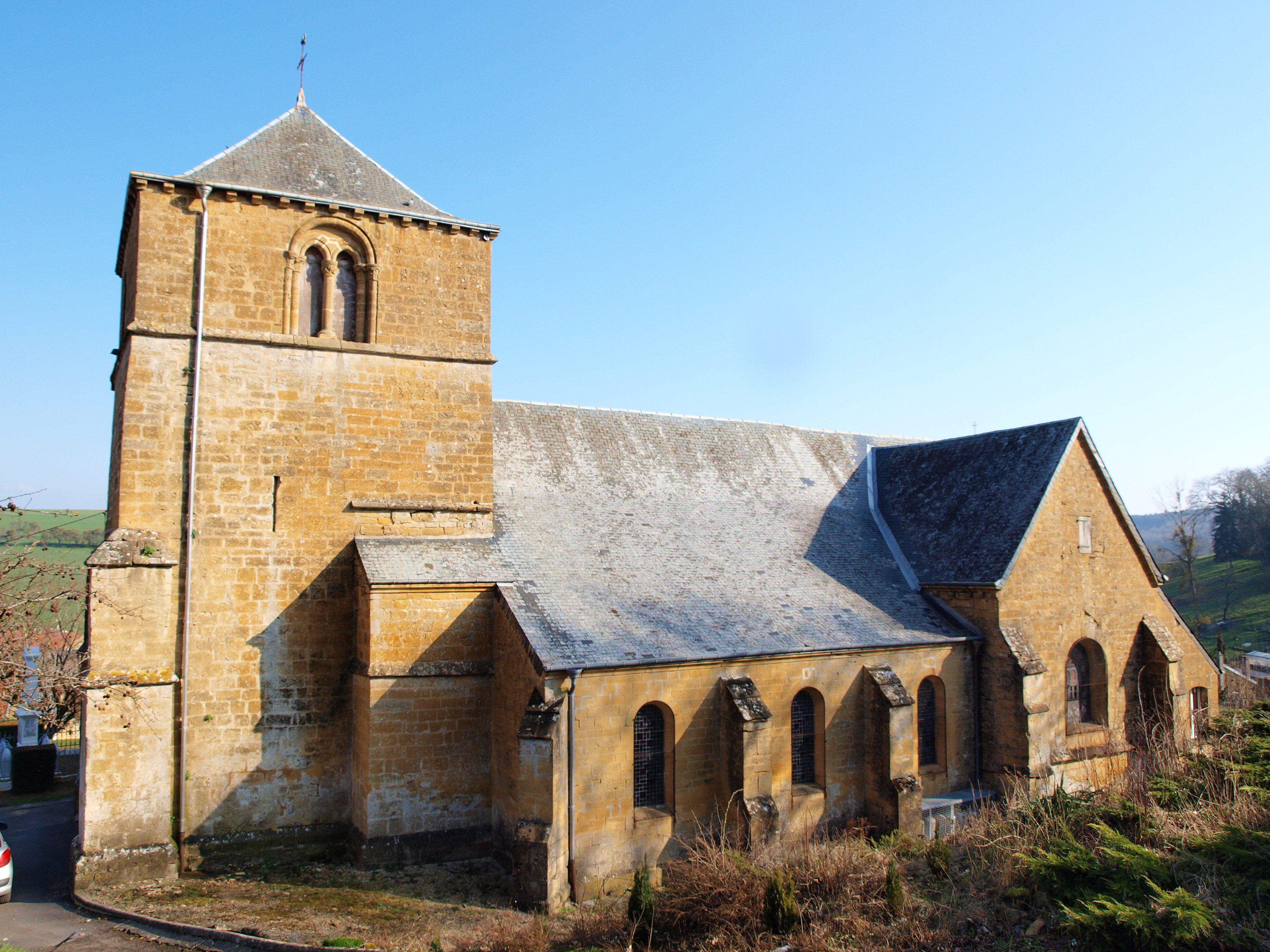
Kirche Saint-Martin